# 杰夫·福斯特

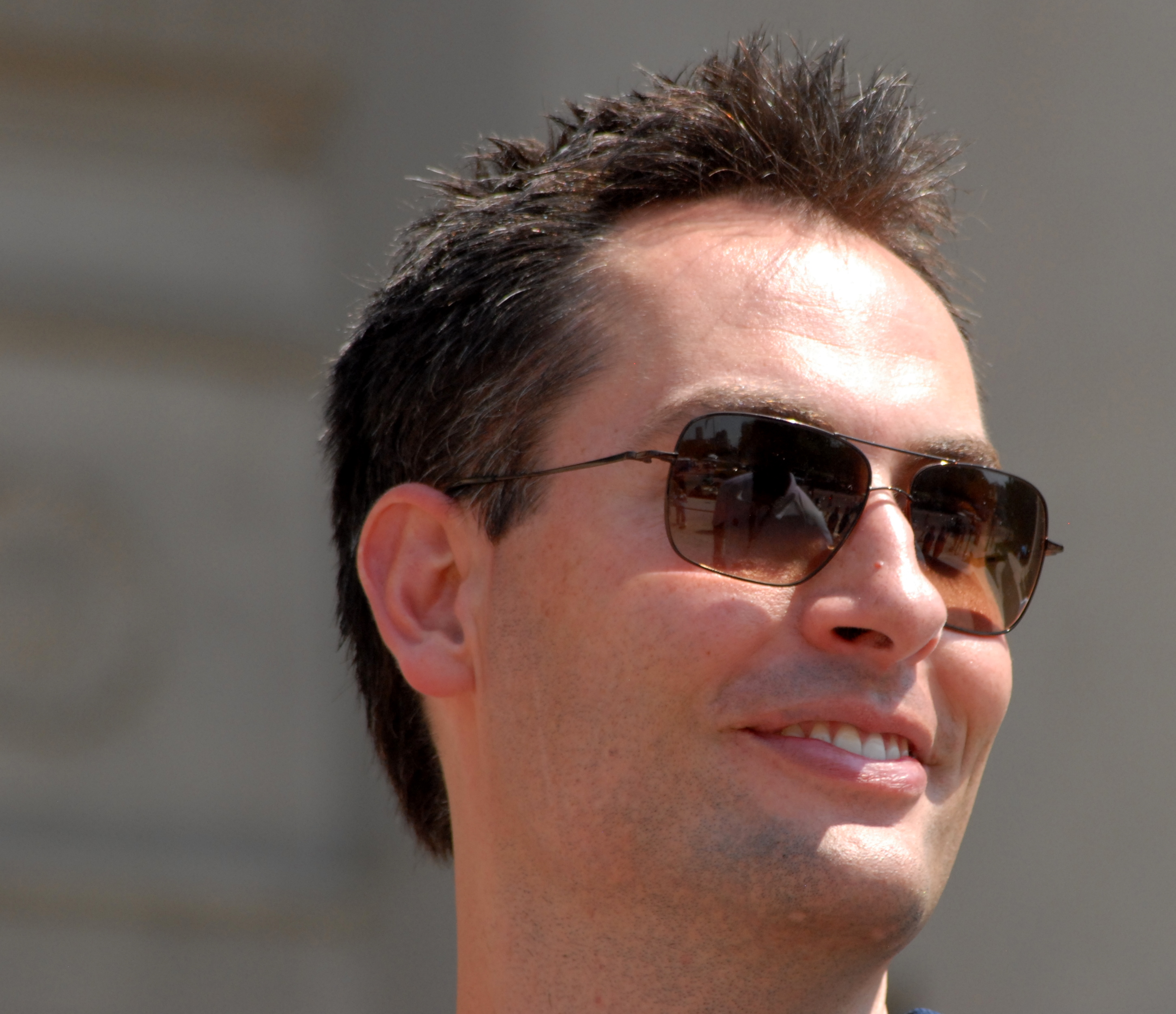

杰弗里·道格拉斯·福斯特（英語：Jeffrey Douglas Foster，1977年1月16日—），前美国职业篮球运动员，司职中锋，綽號“籃板癡漢”。
福斯特出生于得克萨斯州圣安东尼奥，大学就读于得克萨斯州立大学，1999年在当年的NBA选秀中以首轮第21顺位被金州勇士队选中，旋即被交换至印第安纳步行者队。后于该队效力至2012年退休。